# 15598 Kazantsev
15598 Kazantsev este o planetă minoră (asteroid), cu un diametru de 7,548 km, din centura de asteroizi. A fost descoperită pe 6 aprilie 2000 la Experimental Test Site⁠(d) de Lincoln Near-Earth Asteroid Research. 
Obiectul prezintă o orbită caracterizată de o semiaxă mare de 2,6199741 UAi, o excentricitate de 0,17, o înclinație de 2,54855 ° în raport cu ecliptica.